# Arusitys Prime
Arusitys Prime fue un programa de televisión español producido por Aruba Produccions para Antena 3. El formato, emitido los viernes a las 22:10 entre el 22 y el 29 de noviembre de 2019, fue presentado por Alfonso Arús y se dividía en varias secciones que trataban temas y ámbitos diferentes. El espacio fue cancelado tras dos emisiones debido a los discretos datos de audiencia que había cosechado.

## Formato
Arusitys Prime es un programa de variedades emitido en directo que trata temas de información, actualidad y crónica social desde un punto de vista desenfadado a través de debates, conexiones de calle, entrevistas y actuaciones humorísticas, además de las diversas secciones llevadas a cabo por los colaboradores. Se trata de una adaptación del espacio Aruser@s, emitido diariamente en las mañanas de laSexta, para el prime time de Antena 3.

## Equipo[4]

### Presentador
- Alfonso Arús

### Colaboradores
- Alba Sánchez (última hora)
- Andrés Guerra (corazón)
- Angie Cárdenas (tertuliana)
- Carlos Quílez (última hora)
- Carmen Ro (corazón)
- Cristina Fernández (corazón)
- David Muñoz (imitación de personajes)
- Esther Arroyo (tertuliana)
- Federico de Juan (imitación de personajes)
- Javier Castillo «Poty» (tertuliano)
- Javier Quero (imitación de personajes)
- Leonor Lavado (imitación de personajes)
- Luis Pliego (corazón)
- Manuel Bohajar «Keunam» (humor)
- Marc Guaita (imitación de personajes)
- Marc Redondo (última hora)
- Miguel Ángel Rodríguez «El Sevilla» (humor)
- Paula del Fraile (tertuliana)
- Pilar Vidal (corazón)
- Romualdo Izquierdo (corazón)
- Rosa Villacastín (corazón)
- Tatiana Arús (última hora)

### Reporteros
- Beatriz Jarrín
- Patricia Imaz

## Episodios y audiencias

### Temporada 1 (2019)
| N.º | Fecha de emisión        | Invitados | Audiencia        |
| --- | ----------------------- | --- | ---------------- |
| 1   | 22 de noviembre de 2019 | María Teresa Campos, Terelu Campos, Cayetano Martínez de Irujo y Loles León Conexiones en directo: Lolita Flores, Ana Guerra y Luis Cepeda                              | 1 012 000 (9,1%) |
| 2   | 29 de noviembre de 2019 | Fran Rivera, Lourdes Montes, Fabiola Martínez, Laura Matamoros y Marcia di Lele Conexiones en directo: Concha Velasco, Vanesa Martín, Lourdes Ornelas y Edmundo Arrocet | 673 000 (6,5%)   |

## Audiencia media
| Temporada(s) | Fecha de inicio         | Fecha de final          | N.º de programas | Espectadores | Cuota de pantalla |
| ------------ | ----------------------- | ----------------------- | ---------------- | ------------ | ----------------- |
| 1            | 22 de noviembre de 2019 | 29 de noviembre de 2019 | 2                | 843 000      | 7,8%              |